# Gioacchino Guaragna
Gioacchino Guaragna   (Milà, 14 de juny de 1908 - Milà, 19 d'abril de 1971) va ser un tirador d'esgrima italià, especialista en floret, que va competir durant les dècades de 1920 i 1930.
El 1928 va prendre part en els Jocs Olímpics d'Amsterdam, on guanyà la medalla d'or en la prova de floret per equips del programa d'esgrima. Quatre anys més tard, als Jocs de Los Angeles, guanyà la medalla de plata en la prova de floret per equips, mentre en la prova individual de floret fou quart. La tercera i darrera participació en uns Jocs fou el 1936, a Berlín, on guanyà la medalla d'or en la prova del floret per equips, mentre en la prova individual de floret fou cinquè.
Al Campionat del món d'esgrima aconseguí vuit medalles d'or i dues de bronze entre el 1927 i 1938.